# 아프리카 국민회의
아프리카 국민회의(영어: African National Congress, ANC)는 남아프리카 공화국의 사회민주주의 정당이다. 원래는 아파르트헤이트 체제와 남아프리카 국민당에 저항하기 위해 설립된 지하조직이였으나, 아파르트헤이트 제도가 폐지되면서 다시 합법정당이 되었다. 회장은 시릴 라마포사 대통령, 사무총장은 그웨드 만다쉬, 국립위원장은 발레카 음베테이며, 일반적인 회계 담당자는 즈웰리 메카이즈이다. 또한, ANC 청년 동맹라는 청년조직과 움콘토 웨 시즈웨이라는 이름을 가진 준군사조직이 있으며, 여성조직으로는 ANC 여성 동맹, 베테랑조직으로는 ANC 베테랑 동맹이 있다. 현재 시릴 라마포사가 집권을 하게 되면서 계속하여 여당을 유지하고 있다.

## 정당의 역사

### 창당
다수결 투표가 채택된 1994년 5월부터 연립 정부 형식으로 여당이 되었다. 1923년까지는 남아프리카 토착국민회의(South African Native National Congress)로 불리었으며 다수인 흑인인 남아프리카 공화국 국민의 권리를 지키기 위하여 1912년 1월 8일 블룸폰테인에서 창당되었다.

### 백인정권의 탄압
아파르트헤이트 기간 동안 인종차별에 맞서 투쟁한 아프리카 국민회의는 아프리카 국민회의를 테러단체로 규정한 경찰에게 활동가가 고문을 당하거나 전기총으로 살해를 당하고, 시체는 불태워지는 탄압을 받았다. 심지어는 흑인 활동가가 협박과 매수로 경찰에 협조하여 국민회의의 내분이 조장되기도 하였는데 이 사실은 인종차별이 종식되고 진실과 화해위원회(TRC)에 의해 과거사 청산이 공개 청문회로 진행되면서 밝혀졌다. 성공회 대주교로 인종차별 반대 투쟁을 한 데스몬드 투투 대주교에 의하면 백인들은 경찰의 국민회의 탄압을 의사가 상처가 남지 않는 고문 방법을 가르쳐주었고 농부들은 고문과 암매장 장소를 제공하는 등의 방법으로 협조했다.

### 연합정권 출범이후
설립자 중에는 초대 의장인 존 두베 (John Dube)와 시인이며 작가인 솔 플랏케 (Sol Plaatje)이 있다. 흔히 아프리카 국민회의, 남아프리카 노동연맹(COSATU), 남아프리카 공산당(SACP)의 연합에서 아프리카 국민회의가 의회 담당을 맡고 있다고 말하기도 한다. 백인들을 대표하는 국민당과의 연합정권출범으로 1994년 이후로 유일하게 남아공을 통치한 정당이다. 1999년 총선에서 승리했으며 2004년 총선에서 지지도를 더욱 높였다. 2009년 총선에서 큰 승리를 거두었다.

## 이념
- 아프리카 국민회의의 이념은 반 아파르트헤이트 투쟁 초기부터 비인종본질주의적 민족주의를 표방하며 그 외 사회민주주의적인 등 여러 가지 이념을 표방하고 있다. 보통 일반적인 의미의 민족주의를 표방하는 흑(黑)의식 운동과는 발걸음을 달리하였다.

## 같이 보기
- 분류:아프리카 국민회의 당원
- 민주동맹 (남아프리카 공화국)